# Éloi Meulenberg
Éloi Meulenberg (Jumet, 22 settembre 1912 – Jumet, 26 febbraio 1989) è stato un ciclista su strada belga.
Professionista dal 1934 al 1950, nel 1937 fu campione del mondo e vinse la Liegi-Bastogne-Liegi; in carriera si aggiudicò anche nove tappe al Tour de France e una Parigi-Bruxelles.

## Palmarès
- 1934

Bruxelles-Liegi
Bruxelles-Thertre
Trophee Saint-Michel
5ª tappa Tour de l'Ouest
- 1935

Grand Prix de Fourmies
- 1936

Parigi-Bruxelles
6ª tappa Tour de France
18ª tappa Tour de France
- 1937

Liegi-Bastogne-Liegi
Grote Prijs Stad Vilvoorde
Grand Prix d'Yverdon
1ª tappa Giro del Belgio
11ª tappa, 1ª semitappa Tour de France
13ª tappa, 2ª semitappa Tour de France
14ª tappa, 1ª semitappa Tour de France
14ª tappa, 2ª semitappa Tour de France
Campionati del mondo, Prova in linea
- 1938

4ª tappa, 1ª semitappa Tour de France
4ª tappa, 2ª semitappa Tour de France
5ª tappa Tour de France
- 1939

Grand Prix Sanal - Nancy
Championat d'Hainaut
- 1943

Scheldeprijs Vlaanderen
Campionato del Brabante
Premi Albert Jordens
- 1945

Ronde van Limburg

### Altri successi
- 1937

Criterium di Ostenda
Criterium di Bergen op Zoom
Criterium di Bruxelles
Criterium di Zurigo
Gran Premio del Tour de France
- 1938

Criterium di Namur
Criterium di Auvelais
- 1942

Criterium di Seraing
Criterium di Marcinelle
- 1943

Criterium di Ougree
Criterium di Bruxelles Neder-over-Heembee
Gran Premio di Bruxelles
- 1945

Kermesse di Wavre
Criterium di Chatelineau
Criterium di Jambes
Criterium di Victoire Bruxelles
Criterium di Wanze
Criterium di Bonheiden
Criterium di Bonheiden
Criterium di Keumiée

## Piazzamenti

### Grandi Giri
- Tour de France

1936: 34º
1937: non partito (17ª/1ª tappa)
1938: ritirato (12ª tappa)
1939: ritirato (9ª tappa)

### Classiche
- Parigi-Roubaix

1935: 28º
1937: 27º
- Giro delle Fiandre

1935: 2º
1936: 17º
- Liegi-Bastogne-Liegi

1936: 5º
1937: vincitore

### Competizioni mondiali
- Campionati del mondo

Copenaghen 1937 - In linea: vincitore
Valkemburg 1938 - In linea: ritirato